# Axel Hultkrantz

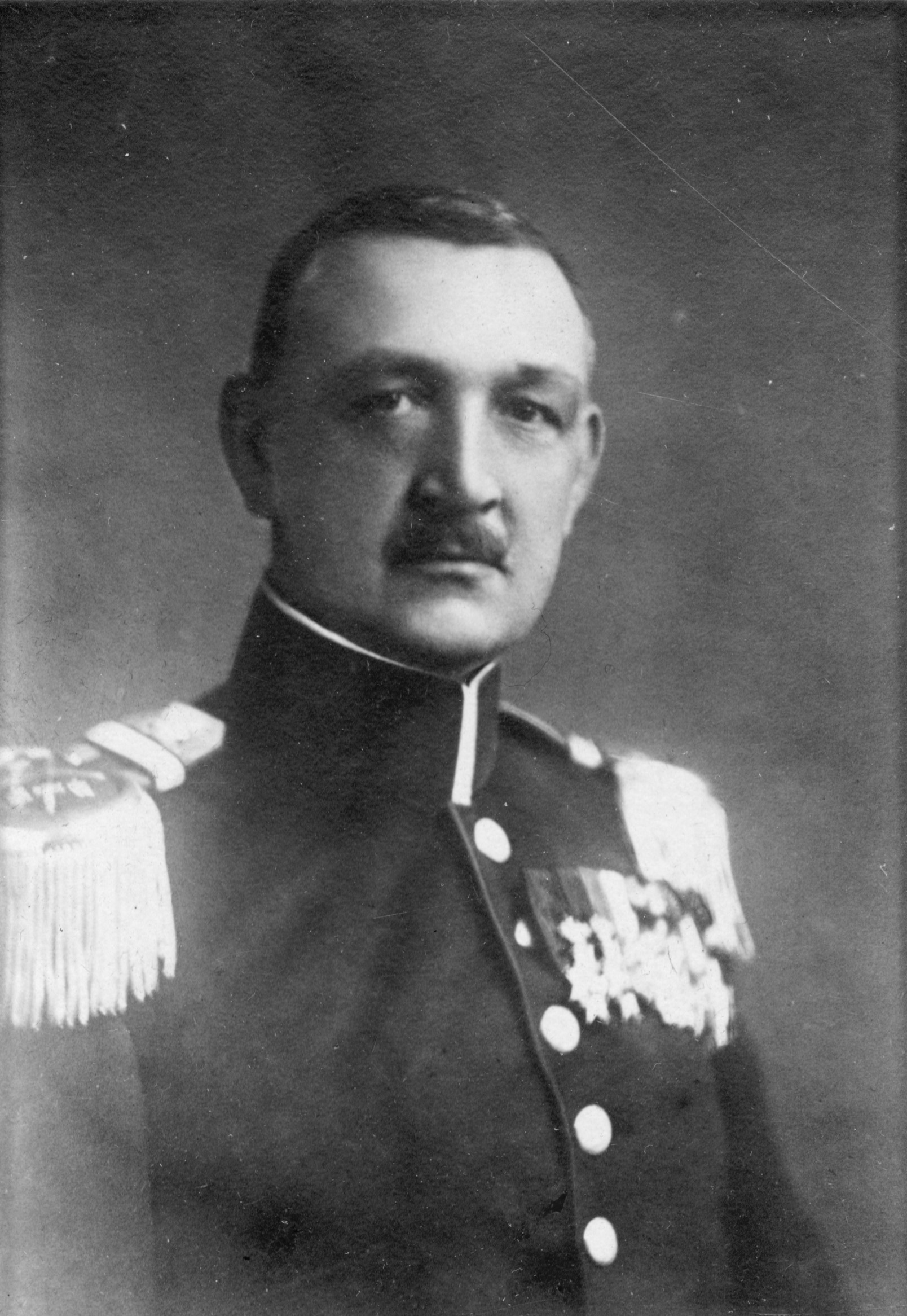
Axel Hultkrantz

Axel Fredrik Hultkrantz, född 11 april 1870 i Uppsala, död 22 juli 1955 i Engelbrekts församling i Stockholm, var en svensk militär. Han var son till Klas Adolf Hultkrantz och friherrinnan Ingeborg Mathilda Rappe, och bror till Vilhelm Hultkrantz.
Hultkrantz blev underlöjtnant vid Kronprinsens husarregemente 1891, 2:e intendent i Intendenturkåren 1896, fältintendent 1911, överstelöjtnant 1915, överste på reservstat 1918, generalmajor, generalintendent och chef för Intendenturkåren 1926. Hultkrantz var lärare vid Krigshögskolan 1903–1914, företog studieresor till Belgien och Danmark 1911, till Grekland 1912 och Finland 1928. Han var ledamot av ett flertal kommissioner, bland annat Krigsmaterielkommissionen 1916–1922, Statens industrikommission 1917–1919 och Järnvägsrådet 1917–1926, var sekreterare i Svenska Röda korsets överstyrelse 1907–1915 samt verkställande direktör i Sveriges industriförbund 1916–1926. Hultkrantz är begravd på Uppsala gamla kyrkogård.